# هوغو بال
هوغو بال Hugo Ball (ولد في بيرماسينس في 22 فبراير 1886- مات في مونتاجنولا في السويد في 14 سبتمبر 1927) هو مسرحي وشاعر وروائي ألماني، يعد من مؤسسي حركة الدادية في زيورخ.
وقد كان صديقا لهرمان هيسه، كما كان كاتبا لسيرة حياته. هاجر هوغو بال في مايو 1915 بسبب الحرب العالمية الثانية إلى السويد التي كانت تتخذ موقف الحياد أثناء الحرب، وقد ظل يعيش فيها حتى وفاته.

## حياته
نشأ هوغو بال في أسرة من الطبقة الوسطى ميسورة الحال، وكانت هذه الأسرة كاثوليكية محافظة إلى درجة كبيرة. عمل في تجارة الجلود فترة من الوقت، لكن رغبته في التعلم والدراسة كانت قوية، فترك هذه المهنة، وبدأ يدرس. فحصل على الشهادة الثانوية، وبين عام 1906 و1910 درس الفلسفة وعلوم اللغة الألمانية وآدابها في ميونخ وهايدلبرغ.
وكانت رسالته لنيل الدكتوراه عن فريدريش نيتشه، ولكنه لم تمها. وفي تلك الفترة وقع خلاف بينه وبين والديه، فانتقل إلى برلين والتحق بمدرسة ماكس راينهارت للتمثيل.
وفي عامي 1911 و1912 عمل مؤلفا مسرحيا وممثلا في بلاون، ثم انتقل إلى مسرح الجيب في ميونخ وعمل فيه من عام 1912 إلى 1914. وقد تأثر هوغو بال كثيرا بالأسلوب التمثيلي لفرانك فيديكند. فكان يقف على المسرح، ويلقى على الممثلين بتفاصيل الإخراج، وكان يعمل أيضا كاتبا في مجلات عدة، مثل (الثورة، والفن الجديد، والفعل، وفوبوس).
وقد كان هو وصديقه فاسيلي كاندينيسكي يخططان لمشروع إنشاء صحيفة لترويج أفكار جماعة "الفارس الأزرق"، وقد فشل هذا المشروع بسبب اندلاع الحرب.
ثم رحل إلى برلين حيث عمل في العديد من الصحف، وبدأ اهتمامه بالمذهب الفوضوي أو الإباحي Anarchismus، واتصل في تلك الفترة أيضا بحركة الطليعة Avantgarde.
وفي مايو عام 1915 هاجر إلى زيورخ، حيث عاد إلى الكتابة للصحف، وعمل إلى حانب ذلك مؤلفا وعازفا للكمان في فرقة فارييته إنسامبل.Varieté-Ensemble
وفي فبراير 1916 أسس مع هانس أرب وتريستان تسارا ومارسيل يانكو صحيفة «مسرح فولتير» Cabaret Voltaire (مهد الدادية). ولكنه انسحب من دائرة الداديين المؤثرة، وعمل من عام 1917 إلى 1920 مساعدا ثم رئيسا لدار نشر فراين تسايتونج Freien Zeitung، حيث كان يكتب تعليقات سياسية يومية ومقالات نقدية.
ولكنه بعد انهيار دار النشر فقد اهتمامه بالعمل السياسي، وكرس نفسه للمذهب الكاثوليكي المحافظ، ودرس حياة الرهبان القدامي. وقد قام بالعديد من رحلات وعظية في ألمانية وسويسرا.
وبعد زواجه في عام 1920 أقام في تيسن، حيث نشأت بينه وبين هرمان هسه صداقة حميمة. وفي تلك الفترة كان يكتب في مجلة هوخلاند الكاثوليكية Hochland، وكان لديه اهتمام كبير بكل موضوعات اللاهوت الكاثوليكي.
توفي هوغو بال في 14 سبتمبر 1927, ودفن في مقبرة سان أبونديو San Abbondio في مقاطعة تيسن السويسرية، هي المقبرة التي دفن فيها أيضا هرمان هيسه.

## أعماله
1. أنف ميشيل أنجلو (كوميدية مأساوية 1911)
2. فلاميتي (رواية 1918)
3. في نقد الطبقة المثقفة الألمانية 1919
4. المسيحية البيزنطية 1923
5. نتائج حركة الإصلاح الديني 1924
6. هرمان هيسه، حياته وأعماله 1927
7. الهروب من الزمن 1927
8. القافلة (نص ختامي للدادية)

## مواقع أخرى
- Literaturwissenschaftliche Arbeit zu Hugo Ball und der Überwindung des Dadaismus
- Universität Stuttgart: Dadaismus
- DHM: Dadaismus
- Hugo Ball (1919): Zur Kritik der deutschen Intelligenz

## روابط خارجية
- هوغو بال على موقع الموسوعة البريطانية (الإنجليزية)
- هوغو بال على موقع ميوزك برينز (الإنجليزية)
- هوغو بال على موقع ديسكوغز (الإنجليزية)